# آمریکایی‌های جوان
آمریکایی‌های جوان (انگلیسی: Young Americans) نهمین آلبوم استودیویی موسیقی‌دان انگلیسی دیوید بویی است در ۷ مارس ۱۹۷۵ به‌وسیلهٔ آرسی‌ای رکوردز منتشر شد. این آلبوم نشان‌گر تغییر هنری بویی از سبک گلم راک آلبوم‌های قبلی‌اش است و در آن علاقه‌اش به سول و آراندبی را نمایش می‌دهد، به رغم اینکه بویی خودش صدای آلبوم را «سول پلاستیکی» نامید. جلسات ضبط اولیه پس از اولین مرحله از تور سگ‌های الماسی در اوت ۱۹۷۴ در استودیو سیگما ساند در فیلادلفیا به همراه تهیه‌کننده تونی ویسکانتی و نوازندگان متنوعی شامل گیتاریست کارلوس آلومار که یکی از همکاران طولانی‌مدت بویی شد، به طول انجامید. آوازهای پس‌زمینه شامل خواننده ایوا چری، همسر آلومار یعنی رابین کلارک و خوانندهٔ ناشناس آن زمان، یعنی لوتر وندرس می‌شدند. پس از جلسات اولیه، تور ادامه یافت و به‌دلیل تأثیر آثار جدیدی که ضبط شد، فهرست ترانه‌ها و طراحی صحنهٔ تور تغییر کرد. این قسمت از آن تور به عنوان تور سول نام‌گذاری شد.
در پایان تور مذکور، جلسات ضبط آمریکایی‌های جوان در استودیوی رکورد پلنت در نیویورک سیتی ادامه یافت. پس از دوستی با جان لنون که عضو سابق بیتلز بود، این دو در جلسه‌ای در الکتریک لیدی استودیوز که در ژانویهٔ ۱۹۷۵ برگزار شد، با تهیه‌کنندگی هری مازلین، با یکدیگر همکاری کردند. آن‌ها با آلومار قطعهٔ «شهرت» و نسخه‌ای بازخوانی از ترانهٔ بیتلز، یعنی «در امتداد جهان» را ضبط کردند. در طول جلسات، تعداد زیادی حذفیات ضبط شد و این اثر با عنوان‌های موقت متعددی مواجه شد.
پس از انتشار، آمریکایی‌های جوان در ایالات متحده بسیار موفق بود و به رتبه ۱۰ جدول ال‌پی‌ها و ضبط بیلبورد رسید و نیز تک‌آهنگ «شهرت» به نخستین تک‌آهنگ بویی تبدیل شد که در صدر جدول بیلبورد هات ۱۰۰ قرار می‌گیرد. اما نقدهای متفاوتی از منتقدان موسیقی داشت و در دوره‌های بعدی نیز به نقدهای متفاوتش ادامه داد. خود بویی در طول دوران زندگی‌اش احساسات متفاوتی نسبت به آلبوم داشت. اما زندگی‌نامه‌نویسان بویی آن را یکی از تأثیرگذارترین آثار او می‌دانند، و عمدتاً او را به‌عنوان نخستین موسیقی‌دان سفیدپوست دوران که آشکارا خود با سبک‌های موسیقی سیاه‌پوست درگیر می‌کرد، یاد می‌کنند. این آلبوم چندین بار منتشر شده‌است و در سال ۲۰۱۶ نسخهٔ مجدد آن به‌عنوان بخشی از مجموعهٔ جعبه‌ای حالا من چه کسی می‌توانم باشم؟ (۱۹۷۴–۱۹۷۶) منتشر شد.

## فهرست قطعات
| طرف اول | طرف اول                                | طرف اول |
| شماره   | نام                                    | مدت     |
| ------- | -------------------------------------- | ------- |
| ۱.      | «آمریکایی‌های جوان»                     | ۵:۱۱    |
| ۲.      | «Win»                                  | ۴:۴۴    |
| ۳.      | «Fascination» (Bowie, Luther Vandross) | ۵:۴۵    |
| ۴.      | «Right»                                | ۴:۱۵    |

| طرف دوم    | طرف دوم                                             | طرف دوم |
| شماره      | نام                                                 | مدت     |
| ---------- | --------------------------------------------------- | ------- |
| ۵.         | «Somebody Up There Likes Me»                        | ۶:۳۶    |
| ۶.         | «Across the Universe» (John Lennon, Paul McCartney) | ۴:۲۹    |
| ۷.         | «Can You Hear Me»                                   | ۵:۰۳    |
| ۸.         | «Fame» (Bowie, Carlos Alomar, Lennon)               | ۴:۱۶    |
| مجموع مدت: | مجموع مدت:                                          | ۴۰:۱۳   |

## عملکرد

### چارت هفتگی
| نمودار (۱۹۷۵)         | موقعیت |
| --------------------- | ------ |
| چارت استرلیا          | ۹      |
| چارت RPM کانادا       | ۱۷     |
| چارت فرانسه           | ۱۲     |
| چارت ژاپنی Oricon LP  | ۸۲     |
| چارت نیوزیلند         | ۳      |
| چارت نروژ             | ۱۳     |
| چارت سوئد             | ۵      |
| چارت بریتانیا         | ۲      |
| ۲۰۰ آهنگ برتر بیلبورد | ۹      |